# Orimarga longiventris
Orimarga longiventris là một loài ruồi trong họ Limoniidae. Chúng phân bố ở miền Cổ bắc.